# ربه‌کا لنکوویچ
ربه‌کا لنکوویچ (انگلیسی: Rebecca Lenkiewicz؛ زادهٔ ۱۹۶۸ میلادی) نمایشنامه‌نویس، فیلم‌نامه‌نویس، و نویسنده اهل بریتانیا است.
از فیلم‌هایی که وی در آنها نقش داشته‌است، می‌توان به ایدا اشاره کرد.